# Ricardo Llopis

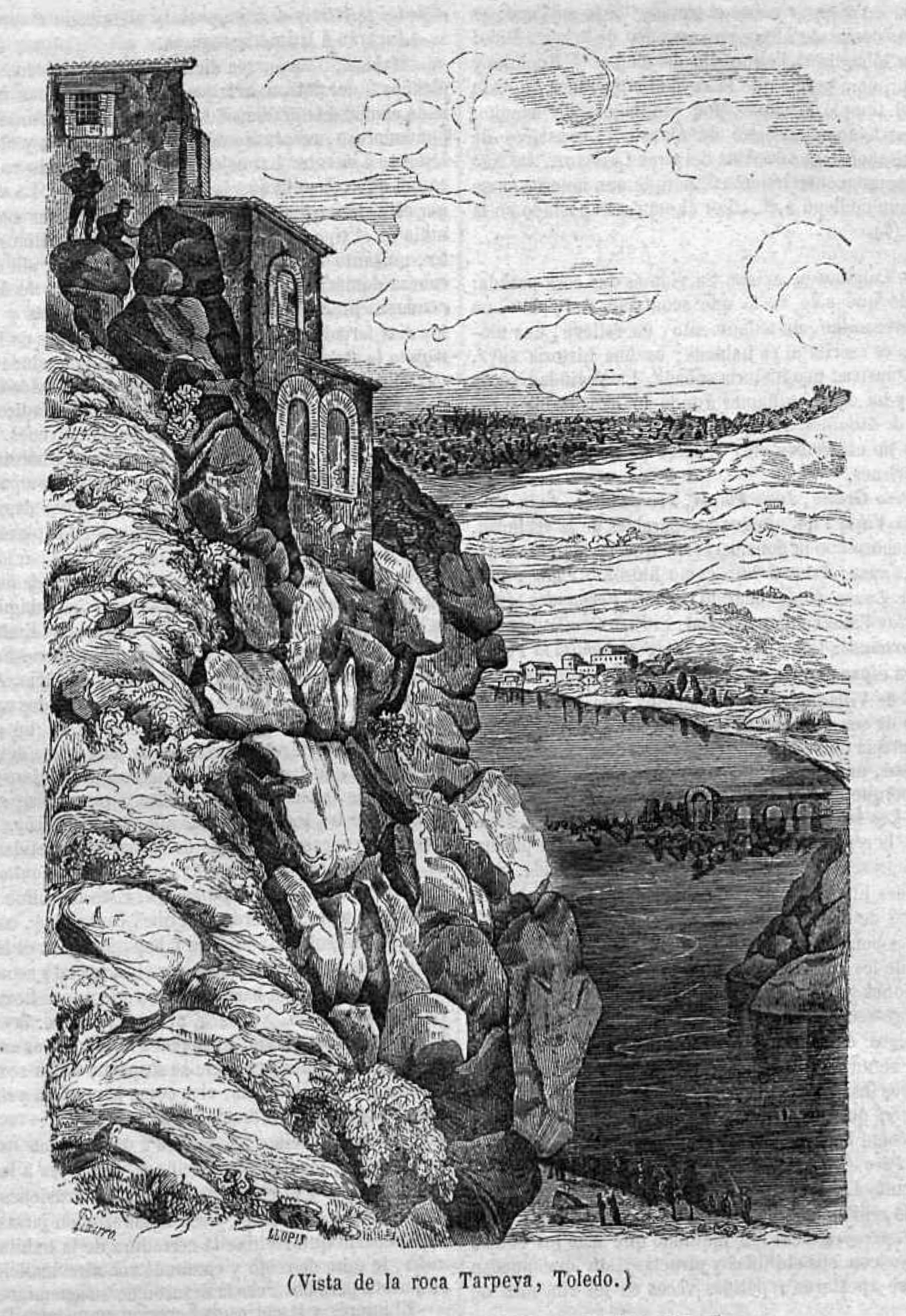
Vista de la roca Tarpeya en Toledo (Semanario Pintoresco Español, 1850). Dibujo de Pizarro, grabado de Llopis.

Ricardo Llopis fue un xilógrafo español del siglo XIX

## Biografía
Llopis, que cultivó el grabado en madera, era natural de Cataluña. Aparecieron diferentes trabajos suyos en publicaciones periódicas como La Educación Pintoresca, La Ilustración, Semanario Pintoresco y La Lectura para Todos, además de en novelas como Felipe V el Animoso. El martirio del alma, Los pecados capitales, Memorias de un marido, Los trescientos mil duros y Misterios de la conciencia, entre otras.